# Offensive de Cordoue
Guerre d'Espagne
On appelle offensive ou bataille de Cordoue l'ensemble des combats ayant pour scène la ville de Cordoue et ses alentours au cours de la guerre civile espagnole, entre le 19 août 1936 et le 22 août 1936.
Cette bataille peu connue est pourtant un des événements majeurs du début de la guerre et du front d'Andalousie. Les républicains, s'ils avaient vaincu, auraient pu couper les communications des nationalistes avec Grenade, empêcher l'encerclement de Málaga et même menacer Séville. Cette bataille a également mis en lumière les insuffisances des combattants volontaires des milices populaires face aux soldats entraînés de l'armée insurgée. 

## Contexte

### Conditions stratégiques

Carte de l'Espagne en août 1936, au début de l'offensive de Cordoue.

Compte tenu de la difficulté à s'emparer de la ville, Miaja concentra tout d'abord ses efforts sur les villages de la vallée de Los Pedroches, puis récupéra Añora (5 août), Adamuz (10 août), Belalcázar (14 août), Alcaracejos, Villanueva del Duque, Hinojosa del Duque et Pozoblanco (15 août).
Surtout, Miaja espérait, en s'emparant enfin de la capitale, décider du sort du front d'Andalousie en coupant les communications des nationalistes avec Grenade, qui aurait été isolée du reste du territoire nationaliste, protégeant Malaga et menaçant Séville, tout en occupant fermement le défilé de Despeñaperros.
Les conditions semblaient d'autant plus favorables que les troupes nationalistes étaient alors particulièrement réduites. 

### Forces en présence
La colonne de Miaja était composée de 3 000 hommes répartis en 9 groupes (agrupaciones). Trois furent basées en garnison dans les localités conquises, une était placée en réserve. Les hommes venaient pour certains de l'armée officielle restée fidèle, tels que les soldats de 3e division et de la base navale de Carthagène, mais aussi de miliciens d'Andalousie ou du Levant. 
- agrupación « Armentia », composée de 2 compagnies de fantassins et d'une batterie légère, de miliciens de Peñarroya et de Pedroches, soit 280 hommes sous le commandement de Gerardo Armentia Palacios ;
- agrupación « Balibrea », composée de 2 compagnies de fantassins, d'une section de mitrailleuses et d'une batterie légère, soit 280 hommes sous le commandement de José Balibrea Vera ;
- agrupación « Pérez Salas », composée de 2 compagnies de fantassins, d'une section de mitrailleuses de Castellón, de deux batteries du Quinto Ligero de Valence, de miliciens d'Alcoy et Espejo et 300 gardes civiles, soit 900 hommes sous le commandement de Joaquin Pérez Salas ; en soutien, les 120 miliciens de l'agrupación « Viqueira » ;
- agrupación « Peris », composée de miliciens originaires de la province de Jaén, soit 750 hommes sous le commandement du député socialiste Alejandro Peris (es).

Les agrupaciones Armentia et Balibrea devaient avancer par le nord, l'une sur la route de Cerro Muriano, l'autre par la route de Madrid et le pont Mocho. 
Pendant ce temps, l’agrupación Pérez Salas devaient passer, seule dans la mesure où elle était la plus puissante et la mieux équipée, au sud, en forçant le passage à Torres Cabrera et par le pont romain. 
Pendant l'attaque, les forces républicaines devaient recevoir l'appui aérien de l'aviation basée sur l'aérodrome d'Andújar.

## Combats
L'assaut de la ville commence le 20 août. Mais rapidement les républicains se rendent compte que la résistance des insurgés est plus forte que prévu : le lieutenant-colonel José Enrique Varela avait effectivement fait envoyer des renforts de Séville, principalement des soldats de l'armée d'Afrique. Les agrupaciones Perez Salas, Peris et Viqueira forcent le passage à Torres Cabrera, arrivant à seulement 8 km du centre de la ville, mais elles sont bloquées par des attaques de l'aviation nationaliste, des Savoia-Marchetti SM.81 venus de la base aérienne de Tablada, dans la banlieue de Séville.  Les agrupaciones Balibrea et Armentia stoppèrent leur avancée en fin de journée, à 6 km seulement du centre-ville, bloqués les uns sur la route de Cerro Muriano pour les uns, sur le pont Mocho pour les autres.
Aux premières heures du 21 août, la situation semble difficile pour les républicains : l’agrupación Pérez Salas est considérablement touchée par les frappes aériennes, tandis que les agrupaciones Balibrea et Armentia sont bloquées sans possibilité d'avancer plus avant. L'aviation républicaine procède alors à un intense bombardement de la ville, mais Miaja a déjà ordonné à ses troupes de refluer. Les combats se poursuivent jusqu'au 22, sans que la situation évolue considérablement.

## Conséquences
L'échec de l'offensive mit en lumière les insuffisances des républicains. La loyauté du général Miaja envers la République fut posée : il aurait renoncé à s'emparer de la ville à cause des menaces que Ciriaco Cascajo aurait fait peser sur sa famille, qu'il tenait prisonnière. On lui reprocha également sa lenteur et le temps perdu à s'emparer de villages sans importance, alors que la ville n'était pas bien défendue. Il revint en grâce dans les mois suivants, par l'organisation de la défense de Madrid.
Sur le terrain, la situation évolua favorablement pour les nationalistes. Des combats sporadiques se poursuivirent et les rebelles nationalistes s'emparèrent des localités voisines de Cordoue, éloignant la menace qui pesait sur la ville. C'est le 5 septembre, sur le champ de bataille de es:Cerro Murano ou d’Espejo,,, que le photographe français Robert Capa, suivant les miliciens républicains pour un reportage, prend la photo de la Mort d'un milicien, certainement Federico Borrell García. Cette photo, publiée dans Vu le 23 septembre 1936, est devenue l'une des plus célèbres du photographe et des plus emblématiques de la guerre d'Espagne.
Au début de l'année 1937, la ligne de front court le long de la frontière entre les provinces de Cordoue et de Jaén : toute tentative d'attaque sur la ville est définitivement éloignée, même si des bombardements républicains frappent encore la ville les mois suivants. À cette occasion, Ciriaco Cascajo aurait affirmé : 
« Pour chaque victime des bombardements, qu'on fusille dix marxistes. »